# Crisi portuguesa de 1383-1385
La crisi portuguesa de 1383-1385 va ser un període de guerra civil i anarquia en la història de Portugal, que va començar amb la mort de Ferran I de Portugal, que no tenia hereus homes. Aquest període va acabar amb l'ascens al tron de Joan I d'Avís el 1385 després de la batalla d'Aljubarrota. A Portugal, al període se'l coneix com l'"Interregne Portuguès", ja que es tracta d'un temps durant el qual no va governar cap rei.

## Antecedents
El 1383, Ferran I de Portugal estava agonitzant. Del seu matrimoni amb Elionor Telles de Menezes només n'havia sobreviscut una nena, Beatriu de Portugal. El seu matrimoni va ser el major esdeveniment polític de l'època, ja que determinaria el futur del país.
Diverses faccions polítiques van presentar els seus candidats, entre els quals hi havia prínceps anglesos i francesos. Finalment, el rei va deixar triar la seva dona, sent Joan I de Castella el candidat. El matrimoni es va celebrar el maig de 1383, però no va ser una solució acceptada per tothom. La unió dinàstica provocaria que Portugal perdés independència a favor de Castella, molts nobles s'hi van oposar, però no van estar prou units per imposar els seus desitjos. Els altres dos candidats, tots dos per línies il·legítimes van ser: 
- Joan de Portugal i de Castro, fill de Pere I de Portugal i d'Agnès de Castro, que en aquell temps vivia a Castella.
- Joan d'Avís, fill bastard de Pere I, molt popular entre les classes mitjanes portugueses i l'aristocràcia tradicional.

El 22 d'octubre, el rei Ferran va morir. Segons el contracte matrimonial, la reina Elionor havia d'assumir la regència en nom de la seva filla i el seu gendre. Amb això va començar la crisi.

## Primeres accions
El primer acte d'hostilitats el van dur a terme les faccions favorables a Joan d'Avís al desembre de 1383. João Fernandes Andeiro i amant de la reina regent, va ser assassinat per un grup de conspiradors comandats per Joan d'Avís. Seguint aquesta declaració de guerra, Joan era ara el líder de la posició. Amb ajuda de Nuno Álvares Pereira, un general talentós, va prendre les ciutats de Lisboa, Beja, Portalegre, Estremoz i Évora. Joan I de Castella va entrar a Portugal per lluitar en favor dels interessos de la seva esposa, dels seus propis així com del nou infant nascut de la unió amb Beatriu, Miquel de Castella i de Portugal. ocupant la ciutat de Santarém. En un esforç per normalitzar la situació i assegurar la corona de la seva esposa, va forçar a Elionor a abdicar la regència i va prendre control del país.

## Batalla d'Atoleiros
La resistència armada es va trobar amb l'exèrcit castellà el 6 d'abril de 1384 a la batalla d'Atoleiros. Nuno Álvares Pereira va guanyar la batalla per la secció d'Avís, però la victòria no va ser decisiva.

## Setge de Lisboa
Joan d'Avís es va retirar a Lisboa al maig i va assetjar la capital, amb la flota de Fernando Sánchez de Tovar bloquejant el port de la ciutat. Sense el capital i les riqueses del comerç, no es podia fer molt per alliberar el país de les mans del monarca castellà. Per la seva banda, Joan I de Castella necessitava Lisboa, no només per raons financeres, sinó també polítiques, ja que ni ell ni Beatriu de Portugal havien estat coronats a la capital, només havien estat designats reis.
Joan d'Avís va lliurar el comandament militar de la resistència a Álvares Pereira, que va continuar atacant ciutats lleials als castellans i l'exèrcit invasor mentre Joan d'Avís es dedicava a l'ofensiva diplomàtica. Amb la Guerra dels Cent Anys oberta i el Regne d'Anglaterra i el Regne de França enfrontats per la corona de França. Castella era un aliat tradicional de França, així que l'opció de Joan d'Avís va ser buscar ajuda a Anglaterra. Al maig, amb Lisboa sota setge, es va enviar una ambaixada a Ricard II d'Anglaterra per demanar ajuda. Ricard tenia 17 anys, però el poder el mantenia el regent d'Anglaterra, el seu oncle Joan de Gant, Duc de Lancaster. Malgrat el rebuig inicial de concedir homes, Joan de Gant va accedir finalment a enviar tropes per ajudar l'exèrcit portuguès, i aquestes tropes serien decisives.
Lisboa s'enfrontava a la fam mentre era assetjada per les tropes castellanes. Estava bloquejada per terra i pel riu i la ciutat no tenia esperances que l'exèrcit de Joan d'Avís, que encara era molt petit com per enfrontar-se a les tropes castellanes, pogués alliberar-lo. Un intent el va realitzar la flota portuguesa intentant acabar amb el bloqueig del port. El 18 de juliol un grup de vaixells comandats pel capità Rui Pereira va intentar trencar el bloqueig i portar aliments i reforços a la ciutat. El cost va ser alt, perquè tres vaixells es van perdre i Rui Pereira va morir en l'atac. Malgrat l'escàs èxit, el setge va anar guanyant terreny: la ciutat d'Almada al marge sud del Tajo es va rendir a les tropes castellanes. Però el setge no només era nefast per a les ciutats, el mateix exèrcit castellà patia de fam i de la pesta bubònica. El 3 de setembre Joan I va haver d'abandonar el setge i tornar a Castella. Setmanes més tard, la flota castellana també va abandonar el Tajo i Lisboa va quedar lliure.

## Coronació de Joan I de Portugal
A finals de 1384 i principis de 1385, Nuno Álvares Pereira va intentar derrotar totes les ciutats portugueses que es mostraven favorables a Castella. Responent a la crida d'auxili, les tropes angleses van arribar a Portugal el dia de Pasqua. No era un gran contingent, amb prou feines eren 600 homes, però eren veterans de la Guerra dels Cent Anys i coneixien les tàctiques militars britàniques. Entre ells hi havia una divisió d'arquers que havia demostrat el seu valor contra la cavalleria en la batalla de Crécy.
Amb tot aparentment del seu costat, Joan d'Avís va convocar a les corts de Coimbra. Allà, el 6 d'abril, va ser proclamat desè rei de Portugal, en un acte de rebel·lia contra les pretensions castellanes. Joan I de Portugal va nomenar Álvares Pereira protector del regne i va atacar els punts de resistència que encara es mantenien en el nord.

## La batalla de Trancoso
Joan I de Castella, en desacord amb la coronació va enviar expedicions punitives, però les forces van ser derrotades a la batalla de Trancoso el mes de maig.

## La batalla d'Aljubarrota
Veient que l'ús de la força era l'única manera d'imposar-se, Joan I de Castella va organitzar un gran exèrcit per envair Portugal a la segona setmana de juny entrant pel nord. Un contingent aliat de cavalleria pesant francesa va viatjar amb ells. El poder dels nombres estava de la seva part: 30.000 castellans contra 6.000 portuguesos. Immediatament van posar rumb a Lisboa i Santarém, les grans ciutats del regne.
Mentrestant, els exèrcits de Joan I i Álvares Pereira es van unir a la ciutat de Prendre. Després d'un debat es va prendre una decisió: no es podia permetre que els castellans assetgessin Lisboa de nou, ja que la ciutat cauria, així que els portuguesos van interceptar l'exèrcit enemic a Leiria, prop del poble d'Aljubarrota. El 14 d'agost, l'exèrcit castellà, molt lent a causa del seu gran nombre, es va trobar amb les tropes portugueses, reforçades pels anglesos. La batalla d'Aljubarrota es va desenvolupar com la batalla de Crécy i la Batalla de Poitiers. Aquestes tàctiques van permetre a un reduït grup d'infanteria derrotar a la cavalleria amb l'ús d'arcs en els flancs i estructures defensives al front. L'exèrcit castellà no només va ser vençut sinó també delmat. Les seves baixes van ser tan grans que Joan I no va poder tornar a atacar a Portugal en els anys següents.
Amb aquesta victòria, Joan I d'Avís va ser reconegut com a rei de Portugal, posant punt final a l' interregne  i a l'anarquia que havia tingut lloc durant aquesta època.

## Conseqüències
El reconeixement per part de Castella no arribaria fins a 1411, amb el tractat d'Ayllón (avui dia a la Segòvia). L'aliança lusitano-britànica seria renovada el 1386 a través del Tractat de Windsor i el matrimoni de Joan I amb Felipa de Lancaster, filla de Joan de Gant. El tractat, encara en vigor, va establir el pacte d'ajuda mútua entre els dos països. De fet, Portugal el faria servir per lluitar contra els seus veïns el 1640, per a expulsar els reis castellans del seu territori.
Els pesquers i mariners portuguesos eren experts navegants entre Canàries, Madeira, i les Açores, i amb l'ascens dels Avís, unes noves classes emprenedores van ocupar els llocs prominents en la direcció del país i permeten una nova política d'expansió, dirigint la seva mirada a l'Àfrica, on compren blat i l'or de les caravanes.